# Lega Grigia

Stemma della Lega Grigia, Variante 1

Stemma della Lega Grigia, Variante 2

La Lega Grigia o Superiore (in latino Foedus Superior, in tedesco Grauer/Oberer Bund, in romancio standard Ligia Grischa) fu un'alleanza stipulata il 16 marzo 1424, nella località di Trun, tra le comunità dell'Hinterrhein, della Surselva e dell'Imboden a cui si aggiunsero alla fine del secolo le comunità delle valli Mesolcina e Calanca.

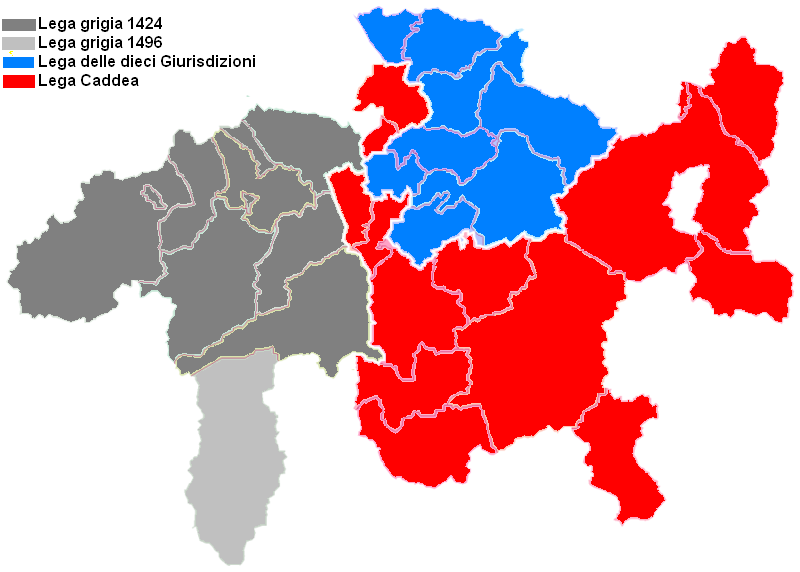
Tre leghe grigioni

## Contesto storico
Nel XIV secolo vi furono continui conflitti e cambiamenti di proprietà dei territori della Surselva. Nel 1390, per esempio, i Von Werdenberg tentarono di sottrarre le zone di Flims, di Foppa e la Val Lumnezia al casato dei Von Belmont e la crisi sfociò in guerra aperta nello stesso anno con la battaglia di Mundaun. In campo, inoltre, scesero il vescovo di Coira e i baroni di Rhäzüns; creando faide che sembravano non avere fine, la regione si impoverì non poco. La piccola nobiltà della Surselva si rivolse, esasperata, all'abate di Disentis/Mustér, Petrus Pontaningen, al fine di ottenere una cessazione delle ostilità.
Un primo trattato venne stipulato nel 1395 dando vita alla "Part Sura" e a un giuramento a cui parteciparono i baroni Ulrich II Von Räzüns, Alberto De Sacco e l'abate di Disentis/Mustér, e a cui, cinque giorni dopo, si unirono anche i territori liberi della Surselva e quelli controllati dal conte Johann von Werdenberg-Sargans.

## La carta della Lega Grigia
Dopo il primo giuramento del 1395 l'alleanza venne rinnovata con un documento del 1424. L'inizio di questo giuramento cita: "Vogliamo essere e restare fedeli confederati finché dureranno i monti e le valli". La federazione adottò un sigillo che portava uno scudo bianco e nero diviso verticalmente a metà.
Il trattato di alleanza venne sottoscritto dalle diverse forze politiche della regione: i comuni giurisdizionali di Disentis, Safien, Tenna, Obersaxen, Valdireno e Schams; le signorie dei De Sacco, dei Brun e dei Wedenberg-Heilengberg e infine l'abbazia di Disentis. Questa eterogeneità istituzionale venne meno in tempi relativamente brevi con l'indebolimento delle dinastie retiche. Già nel Seicento tutti i membri della lega erano diventati comuni giurisdizionali.

## L'allargamento alla Mesolcina
Il Moesano si unì alla federazione fra il 1480 e il 1496, anche se, come visto precedentemente, i De Sacco (signori sia della Mesolcina sia di parte della Surselva - Flims, Laax, Foppa e Vals in particolare) ebbero sempre rapporti di alleanza con la Lega. In questa occasione fu decisivo il ruolo di Gian Giacomo Trivulzio, signore di Mesocco dal 1480 e già servitore di Ludovico il Moro: Trivulzio decise di cambiare protettore alleandosi coi nemici dello Stato milanese, concedendo la libertà alle valli e completando la sua opera fino a farsi nominare governatore di Milano dal re di Francia.
Non si trattò però di un'integrazione partita dall'alto, bensì di un processo popolare che il Trivulzio riuscì a sfruttare a suo vantaggio. I comuni superiori della valle (Mesocco e Soazza) entrarono autonomamente nel 1480 nella Lega Grigia, estendendo l'influenza della Lega sul valico del San Bernardino. Nel decennio successivo, gli altri comuni della valle, a causa degli attriti con Milano che controllava le dogane del borgo fortificato di Bellinzona, decisero di unirsi alla Lega.

## Struttura
La Lega Grigia, in quanto federazione di comuni giurisdizionali, non aveva la struttura di uno Stato unitario, ma l'alleanza garantì l'applicazione di norme e diritti su tutto il suo territorio. Ciò permise anche la nascita di una solida pace territoriale e un miglioramento del commercio e una gestione unificata delle truppe in caso di guerra.
Essa era composta da 22 comuni giurisdizionali: i delegati di questi comuni formavano una dieta retta dal "Landrichter" a Ilanz. Inoltre, a scopo puramente amministrativo, questi comuni erano raggruppati in "comungrandi" per gestire i contingenti militari e le retribuzioni delle entrate della Lega.
| Comungrande      | Comuni giurisdizionali                 |
| ---------------- | -------------------------------------- |
| Misox            | Roveredo, Misox, Calanca               |
| Schams-Rheinwald | Rheinwald, Schams                      |
| Lugnez           | Vals, Lugnez                           |
| Disentis         | Disentis                               |
| Waltensburg      | Waltensburg, Schlans, Obersaxen, Laax  |
| Gruob            | Gruob, Schleuis, Seewis                |
| Thusis           | Safien, Tschappina, Heinzenberg, Tenna |
| Rhäzüns          | Rhäzüns, Hohentrins, Flims             |

## Il patto delle Tre Leghe
L'attuale territorio dei Grigioni era diviso in tre leghe: oltre alla Lega Grigia erano presenti la Lega Caddea e la Lega delle Dieci Giurisdizioni. Nel 1524, a Ilanz si tenne una dieta con i rappresentanti delle tre leghe retiche. Dopo alcuni mesi di discussioni venne stipulato un patto che pose le fondamenta dello Stato grigionese stabilendo le procedure e i rapporti tra leghe e comuni. Una dieta di governo generale venne istituita a rotazione annuale nei capoluoghi di Coira, Ilanz e Davos. Ciò non fu l'atto di nascita di uno Stato vero e proprio, ma quello di una federazione locale che si identificava come un'entità estremamente coesa internamente, distinguendosi così dalla Confederazione Elvetica. Con la nascita dello Stato delle Tre Leghe la Lega Grigia continuerà a esistere come istituzione interna alla nuova repubblica ma perderà la propria autonomia. Con la dissoluzione dello Stato grigionese durante le guerre napoleoniche e la sua trasformazione in Canton Rezia all'interno della Repubblica Elvetica la Lega Grigia smette di esistere in ogni sua forma.

## Eredità
Ancora oggi lo stemma descritto nel giuramento del 1424 è presente nello stemma del Canton Grigioni, occupando l'ala in alto a sinistra. Inoltre il nome stesso del cantone moderno deriva proprio dalla Lega Grigia. Infatti, Francesco Guicciardini nella "Storia d'Italia" definisce "grigioni" gli abitanti dello Stato delle Tre Leghe. Secondo la leggenda il nome "grigioni" deriverebbe dal colore grigio delle vesti tipiche dei contadini della regione.